# Ferran Martínez Ruiz
Ferran Martínez Ruiz, né le 9 mai 1988, est un homme politique espagnol membre de Podemos.

## Biographie

### Études
Il suit des études d'économie à l'université de Valence où il obtient une licence. En janvier 2015, après avoir enchaîné plusieurs contrats précaires et alors qu'il est étudiant en troisième année en sciences politiques et administratives à l'université nationale d'enseignement à distance (UNED), il demande à participer au programme Erasmus afin d'étudier et parfaire son français à Paris. Il indique vouloir y travailler dans la mesure où « cela n'avançait pas à Valence ». Il fonde avec d'autres camarades une assemblée de jeunes à l'âge de 17 ans et participe aux manifestations contre le processus de Bologne, les coupes budgétaires et la loi LOMCE soutenue par le ministre conservateur de l'Éducation José Ignacio Wert et visant à améliorer le système éducatif espagnol.

### Activités politiques
Membre de Podemos dès ses origines, il participe à la fondation du parti dans la Communauté valencienne. Lors des élections internes de février 2015, il est élu au conseil citoyen de la Communauté valencienne après être arrivé en 21e position et obtenu l'appui de 3 788 votants sur 8 352, soit 47,73 % des suffrages. Après les élections au Parlement valencien de mai 2015, il participe aux négociations ayant permis la signature de l'accord du Jardin botanique et l'investiture du socialiste Ximo Puig à la présidence de la Généralité après 20 ans de domination du Parti populaire (PP).
Après l'aboutissement des négociations entre Podemos et Compromís et la formation de la coalition És el moment, il est investi en troisième et dernière position sur la liste sénatoriale présentée dans la circonscription de Valence à l'occasion des élections générales de décembre 2015,,. Il mène alors campagne entre Valence et Paris, étant aidé par le groupe de Podemos formé dans la capitale française. Au soir du scrutin, il recueille 349 081 voix et arrive en sixième position ; un score insuffisant dans la mesure où seulement quatre sièges sont en jeu. La coalition fait toutefois élire Dolors Pérez Martí, la candidate de Compromís placée en deuxième position sur la liste.
Alors qu'un scrutin anticipé est convoqué pour le mois de juin 2016 en raison de l'impossibilité de former un gouvernement, Podemos, Compromís et EUPV forment une nouvelle coalition électorale dénommée A la valenciana. Après le retrait de Josep Lluís Albiñana, premier président du Conseil du Pays valencien et tête de liste lors du précédent scrutin, Ferran Martínez est remonté à la première place sur la liste. La montée de Podemos conjuguée à la débâcle des socialistes lui permettent de réaliser le quatrième meilleur score de la province derrière les trois candidats du PP et d'être élu au Sénat. Il s'engage alors à lutter contre la corruption et le problème d'infra-financement dont souffre la Communauté valencienne. Il siège comme porte-parole de son groupe parlementaire aux commissions de l'Économie et de l'Entreprise, des Finances et des Budgets. Il est également vice-porte-parole à la commission conjointe des relations avec le Tribunal des comptes. En février 2019, en raison de la tenue tardive d'une réunion de cette commission, il participe au vote avec son fils sur les genoux, rappelant l'opération similaire réalisée par Carolina Bescansa en janvier 2016 à l'ouverture de la XIe législature.
Lors des élections internes de mai 2017, Ferran Martínez soutient la liste d'Antonio Estañ qui rassemble les membres critiques de la gestion du secrétaire général sortant Antonio Montiel et qui fait face aux listes de Pilar Lima, soutenue pas le secrétaire général national Pablo Iglesias, et de Fabiola Meco. Martínez est alors placé en quatrième position sur la liste présentée par Estañ au Conseil citoyen de la Communauté valencienne,. Après la victoire d'Antonio Estañ, celui-ci le choisit comme secrétaire à l'Analyse politique et au Changement social.
À l'issue des primaires internes de novembre 2018 visant à désigner le candidat du parti à la présidence de la Généralité en vue des élections au Parlement valencien de mai 2019, il se trouve placé en deuxième position sur la liste conduite par Pilar Lima dans la circonscription de Valence. Après divers ajustements et contrairement à la politique du parti qui impose d'alterner entre des candidats de sexe opposé, il est relayé à la troisième place derrière Lima et Rosa Pérez Garijo. Au soir du scrutin, le parti obtient tout juste trois sièges sur les 40 à pourvoir, après avoir obtenu un score de 7,44 % des voix. Au Parlement valencien, il exerce les fonctions de porte-parole aux commissions de l'Économie, des Budgets et des Finances, et de l'Industrie, du Commerce, du Tourisme et des Nouvelles Technologies. Il est également membre suppléant de la députation permanente. En novembre 2019, après la naissance de son deuxième enfant, il sollicite un congé paternité et devient le deuxième député de l'histoire du Parlement valencien à pouvoir voter à distance. Le premier à en avoir fait usage était le non-inscrit Alexis Marí, qui avait obtenu du bureau du Parlement qu'il autorise et réglemente cette manière de voter.
Il réagit à l'annonce de la candidature de Pilar Lima en vue des élections internes de mai 2020 convoquées après la démission d'Antonio Estañ au mois de novembre précédent en indiquant que « les précipitations ne servent pas à construire en commun ».

### Vie privée
Il est père de deux enfants.